# Henryk Mikołaj Górecki: String Quartet No. 3. Op. 67 „...songs are sung”
Henryk Mikołaj Górecki: String Quartet No. 3. Op. 67 „...songs are sung”, w wersji polskiej, skróconej: Górecki: III Kwartet Smyczkowy – album Kwartetu Smyczkowego Dafô z pięcioczęściową kompozycją Henryka Mikołaja Góreckiego na instrumenty smyczkowe, który ukazał się 27 lutego 2018 pod szyldem DUX Recording Producers (nr kat. DUX 1302). Nominacja do Fryderyka 2019 w kategorii «Album Roku Muzyka Kameralna».

## Lista utworów
String Quartet No. 3, Op. 67 „…songs are sung” (2005)
1. I Adagio – molto andante – cantabile
2. II Largo – cantabile
3. III Allegro – sempre ben marcato
4. IV Deciso – espressivo ma ben tenuto
5. V Largo – tranquillo

## Wykonawcy
- Justyna Duda, Danuta Augustyn – skrzypce
- Aneta Dumanowska – altówka
- Anna Armatys – wiolonczela